# Obaleč ovocný
Obaleč ovocný (Pandemis heparana) je drobný motýl, jehož housenky poškozují listy dřevin žírem.

## Zeměpisné rozšíření
Obaleč ovocný Pandemis heparana je široce rozšířen v palearktické oblasti od západní Evropy do Asie. Byl zavlečen do Severní Ameriky. První výskyt druhu v Severní Americe byl zaznamenán v roce 1978, záznam pochází z Britské Kolumbie. V Česku se jedná o běžný druh.

## Popis
Rozpětí křídel dospělce je asi 16 až 25 mm. Dospělci mají křídla středně hnědá se znaky a světlá až středně šedavě hnědá zadní křídla.
Mladé housenky jsou okrově šedé až šedobéžové, lesklé a mají tmavé hlavy. Starší housenky jsou špinavě zelené nebo šedozelené. Larvy procházejí pěti fázemi růstu. Vajíčka jsou kulovitá a asi 0,7 mm velká.
Larvy jsou jasně zelené housenky. Hlava je různě zbarvená od světle zelené až po žlutavě hnědou s černými postranními znaky. 
Housenky mívají bíle lemovaný hrudní štítek.

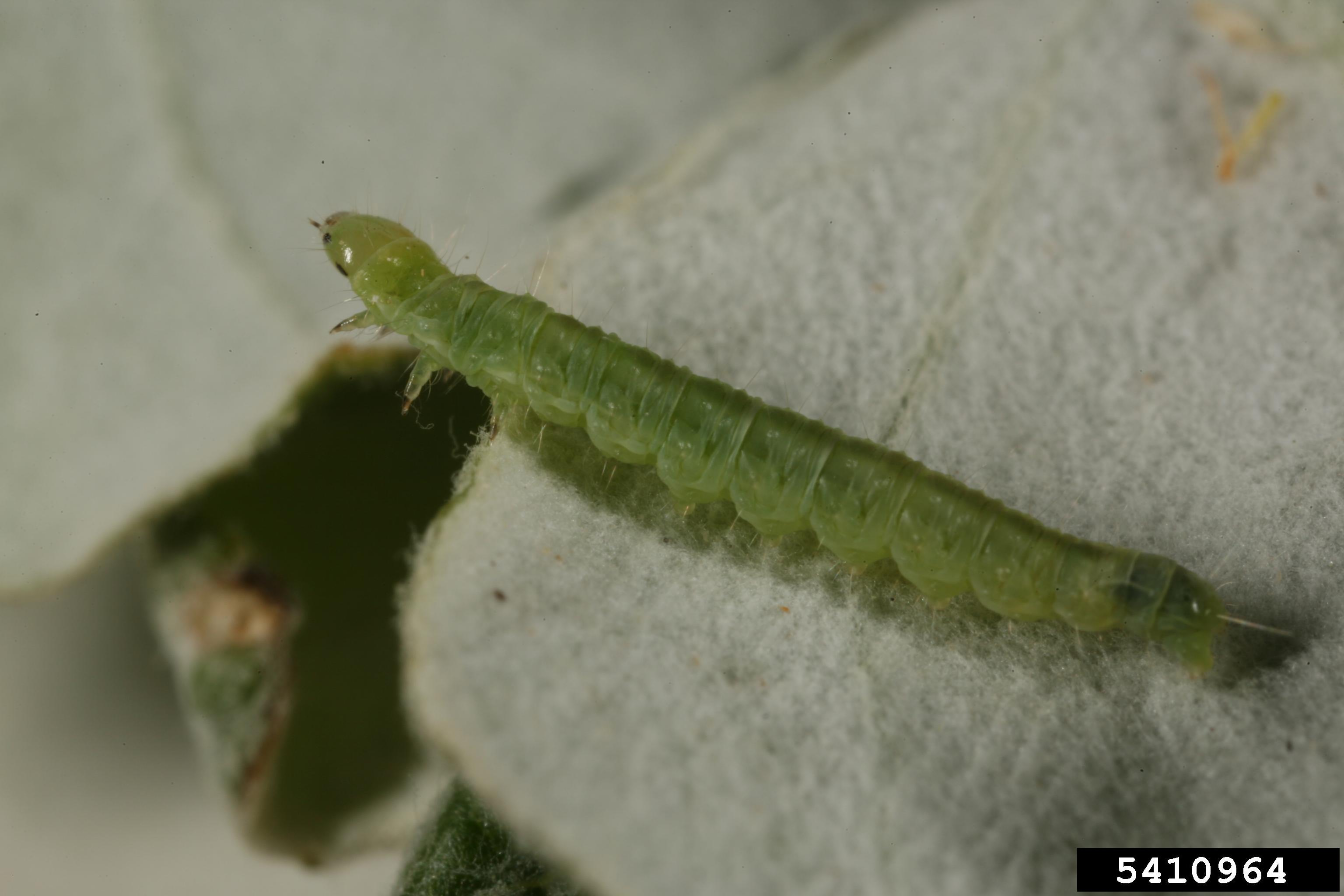
Pandemis heparana, larva

## Biologie
Přezimuje larva v ohbí a rozvětvení větviček nebo v prasklinách v kůře, na jaře se kuklí. Objevuje se v dubnu. Dospělci přezimující generace se kuklí koncem dubna nebo v květnu, vylétají v červnu. Samice kladou na listy vajíčka. Mladé larvy konzumují mladé listy a plody. Způsobují povrchová poškození plodů. Druhá generaci obaleče může vylétat na konci srpna a na začátku září.
Vyskytuje se v lesích, na loukách, v parcích a zahradách. Je to polyfág, hostitelem jsou opadavé listnaté dřeviny, často jabloň, hrušeň a jiné ovocné dřeviny, dále se housenky živí listy buků, bříz, některých keřů, jako se dřín nebo borůvka či na bylin, např. řebříčku nebo vrbiny. Od konce dubna housenky poškozují listy, stopy po žíru jsou na spodní straně listů. Později housenky spřádají listy do ruličky (podélně). Listy mohou být připředené k větvičkám a plodům. Housenky mohou listy zcela skeletovat (okousat až na hlavní žilky). Plody jsou poškozovány požerky. Na konci výhonků bývají listy spředené vlákny.
Obaleč ovocný je napadán mnohými parazity, lumky, lumčíky a chalcidkami, a je kořistí predátorů.

## Význam
Obaleč ovocný je méně významný patogen dřevin. Je možná jeho záměna za jiné obaleče. Ochrana rostlin se provádí biologickým bojem pomocí Bacillus thuringiensis. Chemická ochrana je možná. Neselektivní insekticidy ale hubí i druhy hmyzu, které jsou predátory obaleče, takové ochranné látky zvyšují šance obaleče na přežití.
Insekticidy podle agromanual:
- Coragen 20 SC
- Explicit PLUS
- Integro
- Isomate C LR
- Spintor
- Steward
- Stocker
- Dimilin 48 SC
- Sumithion Super
- Zolone 35 EC
- Zolone WP